# Pezeteri

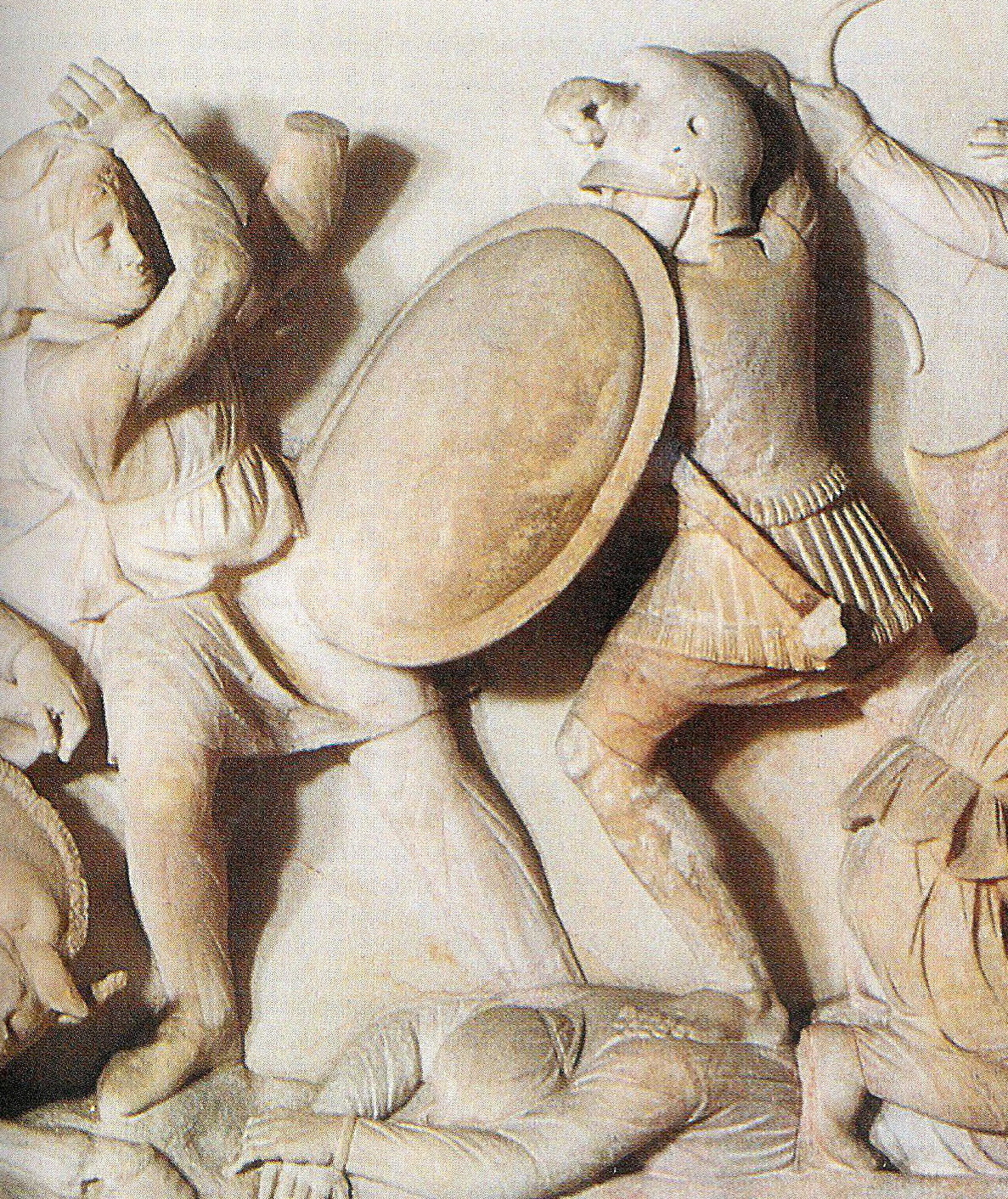
Pezetero macedone – particolare dal sarcofago di Alessandro Magno.

I Pezeteri (πεζέταιροι, pezhetaìroi, ossia "i compagni a piedi" della falange) erano una specialità militare facente parte della falange macedone.
I pezeteri erano le unità di fanteria pesante armate con la sarissa, la picca macedone lunga oltre 5 metri (più di 12 cubiti secondo Teofrasto, all'inizio, per poi crescere successivamente fino a superare i 16 cubiti di lunghezza). Costituivano il cuore della falange, nel centro dello schieramento dell'esercito macedone.

## Equipaggiamento
Oltre alla lunga sarissa, i pezeteri erano armati di spada e pugnale. Vestivano un'armatura di metallo, schinieri, e portavano un elmo dalle linee simili al berretto frigio, appuntito (v. elmo frigio). Elemento caratteristico nella panoplia dei pezeteri era il loro scudo, assicurato con una cinghia alla spalla ed al braccio sinistro per lasciare le due mani libere di impugnare la pesante sarissa, molto diverso dal massiccio hoplon tradizionalmente portato dagli opliti della fanteria pesante greca.

## Schieramento

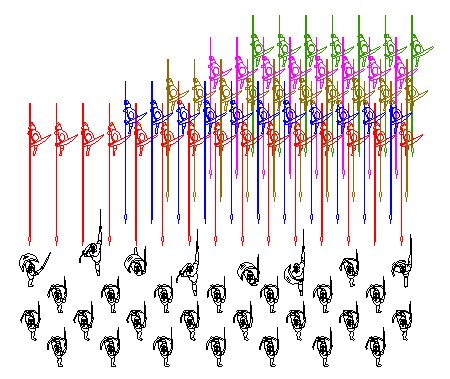
Ricostruzione: carica di fanti contro i pezeteri schierati nella falange.

Le prime 5 file di pezeteri durante lo scontro tenevano le lance abbassate orizzontalmente, formando una barriera impenetrabile agli attacchi nemici e destinata a spezzarne lo slancio. Nel contempo le sarisse delle file retrostanti, opportunamente rialzate, servivano a rendere inefficaci le frecce ed i giavellotti lanciati dalla schiera nemica.
Punto debole dello schieramento dei pezeteri era il fianco destro, una caratteristica questa comune a tutte le falangi, non solo a quella macedone, ma enfatizzata dall'impaccio provocato ai soldati dalle pesanti sarisse. Per ovviare a questo tallone di Achille, Filippo II di Macedonia affiancò ai pezeteri un apposito corpo di soldati d'élite, gli hypaspistai (ὑπασπισταὶ τῶν ἑταίρων, hupaspistaì tỗn hetaírôn o "portatori di scudi dei compagni"), sorta di miscuglio tra il vecchio oplita pesantemente corazzato e il fante ificrateo armato di picca particolarmente lunga (anche se non lunga quanto la sarissa).

## Battaglioni
Stando alle fonti antiche (Arriano soprattutto), pare che i pezeteri, come la cavalleria pesante degli hetairoi, fossero reclutati su base regionale. Conosciamo quindi l'esistenza di battaglioni di pezeteri provenienti dall'Orestide/Lincestide, dall'Elimea e dalla Tinfea. Nel 334 a.C., il figlio di Filippo II, Alessandro Magno, portò in Asia sei battaglioni di pezeteri. Quando l'esercito di Alessandro, distrutto l'Impero persiano, si portò in India (327 a.C.), il numero di battaglioni era salito a sette.
Riportiamo di seguito lo schieramento dei battaglioni di pezeteri, con relativi comandanti, da destra a sinistra, nelle principali battaglie di Alessandro Magno:
- Battaglia del Granico: Perdicca, Coeno, Aminta, Filippo, Meleagro e Cratero[2];
- Battaglia di Isso: Coeno, Perdicca, Cratero, Meleagro, Tolomeo (al posto di Filippo), Aminta[3];
- Battaglia di Gaugamela: Coeno, Perdicca, Meleagro, Poliperconte (al posto di Tolomeo), Simmia (sostituto di Aminta, tornato in Macedonia per reclutare truppe) e Cratero[4];
- Battaglia dell'Idaspe: Antigene, Clito il Bianco, Meleagro, Attalo, Gorgia. I battaglioni di Poliperconte ed Alcete rimasero sulla riva occidentale del fiume Idaspe, al comando di Cratero, attraversando solo al momento della vittoria di Alessandro[5].

### Fonti
- Arriano, Anabasi di Alessandro
- Asclepiodoto, Tattica
- Diodoro Siculo, Bibliotheca historica

### Studi
- Adcock, F.E. (1957), The Greek and Macedonian Art of War, California.
- Arneson, Dave, Men at arms: tactical combat 1200 BC-1500 AD, in Strategy & Tactics (1990), Cambria (CA-USA), n. 137.
- Fuller, J.F.C. (1960), The Generalship of Alexander the Great, New Jersey.
- Lane Fox, Robin (1981), Alessandro Magno, Einaudi.
- Lazenby, John Francis (1985), The Spartan Army, Warminster, Aris & Phillips, ISBN 978-0-85668-142-4.
- Lonsdale, D. (2004), Alexander, Killer of Men. Alexander the Great and the Macedonian Art of War, Londra.
- Pastoretto, Piero, La battaglia del fiume Granico, in Panoplia (1996), n. 25.
- Pedretti, Carlo Arrigo, Gli ipaspisti di Alessandro, in Panoplia (1994), nn. 17-18.
- Warry, John (1995), Warfare in the Classical World, University of Oklahoma Press, ISBN 0-8061-2794-5.